# Holotrichia sjoestedti
Holotrichia sjoestedti är en skalbaggsart som beskrevs av Moser 1921. Holotrichia sjoestedti ingår i släktet Holotrichia och familjen Melolonthidae. Inga underarter finns listade i Catalogue of Life.